# Мисливці на привидів (фільм, 1984)
«Мисливці на привидів» (англ. Ghostbusters) — американський комедійно-фантастичний кінофільм 1984 року режисера Айвана Райтмана. У головних ролях знялися Білл Мюррей, Ден Екройд, Гарольд Реміс, Ерні Гадсон та Сігурні Вівер.
Троє молодих учених із Нью-Йорка займаються дослідженням паранормальних явищ. Після того, як їх виганяють з університету, вони починають власний бізнес, за винагороду силою науки ловлячи надокучливих, кумедних, а часом і небезпечних привидів.

## Сюжет

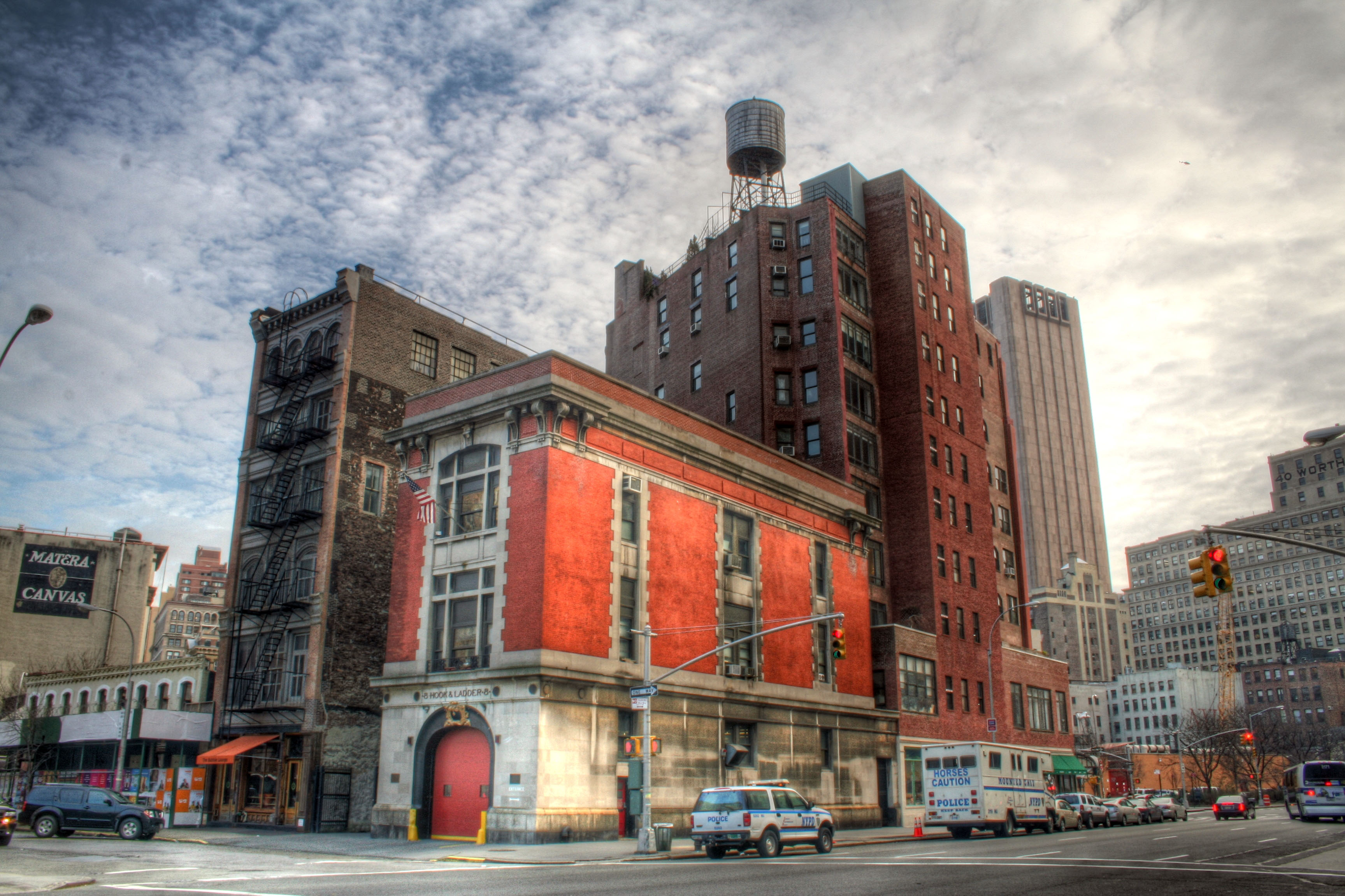
База «Мисливців на привидів».

На початку фільму в Нью-Йоркській громадській бібліотеці відбувається полтергейст, її працівниця стикається з чимось страшним. Згодом у Колумбійському університеті доктор Пітер Венкман намагається натренувати добровольців ясновидінню, просячи їх угадати малюнки на картах Зенера. В разі невдачі він б'є піддослідних струмом, тож охочих дедалі меншає. Його колега Рей Стенц приносить новину про випадок у бібліотеці й друзі вирушають туди виконати замірювання, прихопивши дорогою Іґона Спенґлера. Вони намагаються поговорити з привидом, але, налякані, тікають.
Декан Іґер критикує Пітера за сумнівні дослідження та виганяє його з університету. Тоді Пітер вирішує почати власну справу й ловити привидів за гроші. Він із колегами орендує будівлю старої пожежної станції, купує вживане авто швидкої допомоги Cadillac Miller-Meteor 1959 та знімає рекламу для телебачення. Секретаркою вони наймають Джанін Мелнітц, яка скептично ставиться до цієї вигадки. Спочатку люди вважають мисливців на привидів пройдисвітами, тож "бізнес" не йде. Одного разу Дана Баррет розповідає їм, як в її холодильнику відкрився портал в інший світ. Оглянувши житло Дани, Пітер не виявляє нічого дивного, але вирішив, що краще один клієнт, ніж жодного. Коли він обмірковує, яким чином видурити з жінки гроші, приходить ще один виклик.
У Нью-Йорку та кількох сусідніх містах масово з'являються привиди. Мисливці вирішують перевірити готель, озброївшись ще не випробуваними протонними рушницями, що повинні утримувати примар на місці. Команда виявляє зажерливого привида Лизуна, котрого, попри безлад і руйнування, все ж удається загнати до спеціальної пастки. Мисливці стають знаменитими, отримують численні замовлення. Заради грошей до них приєднується вчений Вінстон Зеддмор.
Пітер призначає побачення з Даною. Проте того ж вечора в її будинку звільняється ув'язнений у скульптурі привид Зуул. Він уселяється в Дану, стаючи Брамником, щоб отримати ключ від таємничої брами та визволити стародавнього шумерського бога Ґозера. Для цього йому потрібен інша примара — Ключник. У сусіда Дани бухгалтера Луїса вселяється Ключник, але його затримує поліція та передає мисливцям. Іґон розпитує Луїса, що той знає, а Вінстон після його слів робить висновок, що всі ці події означають наближення біблійного Судного дня.
Представник інспекції міста з охорони навколишнього середовища Волтер Пек відвідує офіс мисливців та вимагає його закрити, мовляв, тут нелегально використовуються пристрої на ядерному паливі. Називаючи героїв фільму шарлатанами, Пек відключає їхню контору від міської електромережі, внаслідок чого всі впіймані привиди вириваються на волю, вчиняють у Нью-Йорку розгардіяш та прямують до Зуула. Рей намагається з'ясувати, як це все пов'язано, та розкриває, що сектант Іво Шандор таким чином спроєктував будинок Дани, щоб він став провідником потойбічної енергії. Ключник приходить до Брамника й вони вирушають звільняти Ґозера.
Заручившись підтримкою мера міста, мисливці на привидів намагаються завадити прибуттю примари. Вони опиняються на даху хмарочоса в той момент, коли в наш світ через величезну браму в образі жінки проник зловісний Ґозер, атакуючи людей блискавками. Він оголошує, що його матеріальне втілення визначать людські думки. Мисливці намагаються вгамувати свої емоції, проте Рей, прагнучи уявити щось нешкідливе, подумав про зефірного чоловічка, відтак істота з'являється на вулицях Нью-Йорка у вигляді велетня, котрий знищує все на своєму шляху. Іґон пропонує схрестити промені протонних рушниць на брамі та підірвати її. Задум удається втілити, гігант утрачає зв'язок зі своїм світом і розпадається, а Ключник і Брамник перетворюються знову на скульптури. Пітер звільняє Дану з-під уламків, а решта мисливців — Луїса.
Містяни біля будівлі гаряче вітають переможців привидів.

## У ролях
- Мисливці на привидів:
  - Білл Мюррей —  Пітер Венкман
  - Гарольд Реміс —  Іґон Спенґлер
  - Ден Екройд —  Реймонд Стантз
  - Ерні Гадсон —  Вінстон Зеддмор
- Інші:
  - Сігурні Вівер —  Дана Баррет
  - Рік Мораніс —  Луїс Туллі
  - Енні Поттс —  Джанін Мелнітц
  - Вільям Атертон —  Волтер Пек
  - Славіца Йован —  Ґозер
- Камео:
  - Рон Джеремі
  - Деббі Гібсон
  - Ларрі Кінг
  - Джо Франклін
  - Кейсі Кейсем

## Творці фільму
- Айван Райтман — режисер і продюсер
- Берні Бріллштейн — продюсер
- Майкл С. Ґросс — продюсер
- Джо Медьяк — продюсер
- Ден Екройд — сценарист
- Гарольд Реміс — сценарист
- Рік Мораніс — сценарист
- Ласло Ковач — оператор
- Боббі Алессі — композитор
- Елмер Бернстайн — композитор
- Девід Фостер — композитор

## Відеоігри
- ZX Spectrum: Ghostbusters;
- Commodore 64: Ghostbusters;
- NES: Ghostbusters, Ghostbusters II, New Ghostbusters;
- Sega Genesis (Mega Drive): Ghostbusters;
- GameBoy: Extreme Ghostbusters;
- PlayStation 3, PlayStation 2, PlayStation Portable, Wii, PC, Xbox 360: Ghostbusters: The Video Game.